# Bataan
Bataan là một tỉnh của Philippines nằm trên toàn bộ bán đảo Bataan trên Luzon. Tỉnh này thuộc vùng Central Luzon. Tỉnh lỵ là Thành phố Balanga. Tỉnh giáp các tỉnh Zambales và Pampanga về phía bắc. Bán đảo nhìn ra Biển Đông về phía tây, vịnh Manila về phía đông.
Trận Bataan giữa quân đội Mỹ và Philipin đã diễn ra ở đây trong đệ nhị thế chiến. Tỉnh này cũng có nhà máy điện hạt nhân Bataan ở Morong. Morong cũng từng là nơi đặt trại tạm trú từ năm 1980 đến 1994 cho 400.000 người tỵ nạn Đông Dương, đa số là thuyền nhân Việt Nam khi đợi chờ ngày đi định cư. Năm 2013 nhà chức trách địa phương cho lập nhà Bảo tàng Thuyền nhân (The Boat People Museum) ở khu vực trại cũ.

## Hành chính
Tỉnh này có 1 thành phố và 11 đô thị sau:
- Abucay
- Bagac
- Dinalupihan
- Hermosa
- Limay
- Mariveles
- Morong
- Orani
- Orion
- Pilar
- Samal